# Lasioglossum gastrophilinum
Lasioglossum gastrophilinum là một loài Hymenoptera trong họ Halictidae. Loài này được Cockerell mô tả khoa học năm 1939.